# 一式37毫米反坦克炮
一式37公釐反坦克砲（日文：一式機動三十七粍速射砲）是由日本帝國陸軍所開發的一種反坦克砲，在第二次世界大战的戰鬥中投入使用。

## 歷史和發展
諾門罕戰役之後，九四式反戰車炮的缺點變得非常明顯，有鑑於此，日本帝國陸軍開始研發新型反坦克砲來對抗蘇聯坦克，然而，開發一項新武器總是需要一些時間，所以有了一個臨時措施，那就是把現有的九四式37毫米反坦克砲的砲管加長來增進砲口初速以獲得更好的穿透力，這就是一式37毫米反坦克砲的來源。之後1941年被引進到作戰單位，約有2,300門被生產出來。

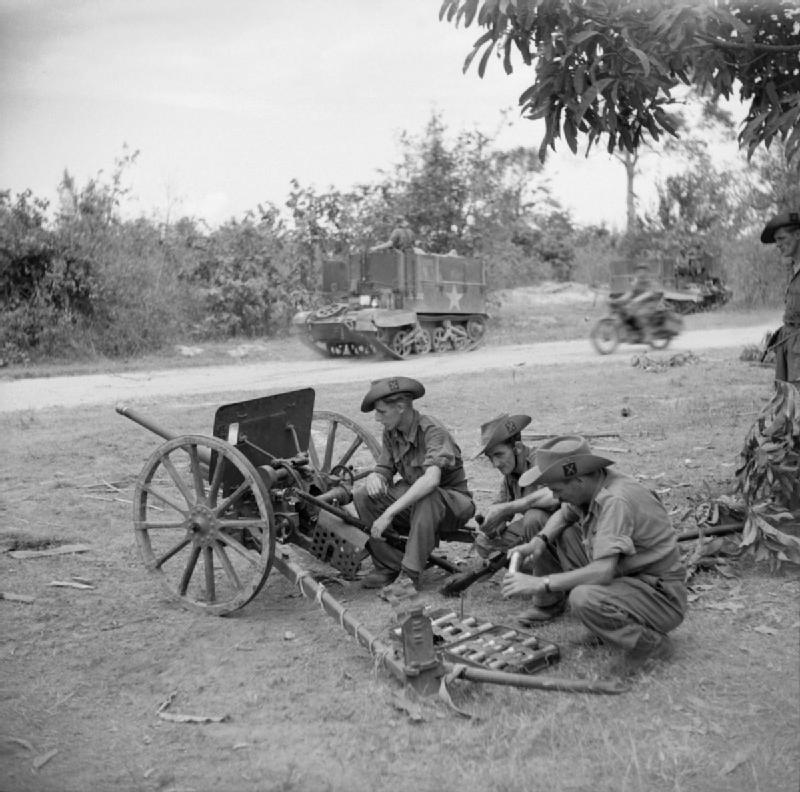

## 設計
一式37毫米反坦克砲是以九四式37毫米反坦克砲為基礎，稍為加長了砲管，正如九四式一樣，此砲有比較低矮的輪廓，由蹲著或是俯臥的姿勢來操作。該砲有一個砲盾來保護砲手，並使用半自動後膛閉鎖水平滑動砲閂。當開火後，砲彈彈殼會自動退出來，填入另外一顆砲彈後，後膛閉鎖會自動關閉。有液簧式反沖機制安裝在砲管下方。該砲有一個分離式拖架，可以開到60度角進行射擊並提高穩定性。能藉由一輛卡車或是一匹馬來拖運，透過使用兩片鋼製圓盤車輪並以海綿橡膠包覆著的輪胎。

## 戰鬥紀錄
由於產量有限，且增長砲管的改進方案僅獲得比九四式37毫米反坦克砲好一點的戰鬥表現，太平洋戰爭中，此砲能有效打擊的M3斯圖亞特，但面對後來以M4雪曼戰車作為主力的美軍裝甲部隊顯得力不從心。此砲被佈署在日軍勢力所及之處，不過最主要仍在東南亞地區；而儘管戰鬥效率逐漸低落，該砲仍然服役至二戰結束為止。

## 資料來源
1. ↑  Bishop, The Encyclopedia of Weapons of World War II
2. 1 2  Chant, Artillery of World War II. Pp. 61
3. ↑   （页面存档备份，存于） Taki's Imperial Japanese Army
4. ↑  MacLean. Japanese Artillery; Weapons and Tactics

## 外部連結
- Taki's Imperial Japanese Army（页面存档备份，存于）
- US Technical Manual E 30-480 （页面存档备份，存于）